# شعله‌های آتش (فیلم ۱۹۹۸)
شعله‌های آتش (به هندی: Angaaray) فیلمی محصول سال ۱۹۹۸ و به کارگردانی ماهش بهات است. در این فیلم بازیگرانی همچون آکینی ناگرجونا، آکشی کومار، پوجا بات، سونالی بندره، گلشن گروور، پارش راوال، کولبوشان کارباندا ایفای نقش کرده‌اند.